# Max Røisland
Max Røisland (29 giugno 1994) è un ex sciatore alpino norvegese.

## Biografia
Specialista delle prove tecniche attivo dal febbraio del 2010, Max Røisland ha gareggiato prevalentemente in Nor-Am Cup, dove ha esordito il 17 dicembre 2013 a Vail in slalom speciale (40º), ha colto il primo podio il 16 dicembre 2018 a Panorama in slalom gigante (2º) e l'unica vittoria, nonché ultimo podio, il 7 febbraio 2019 a Sun Valley nella medesima specialità. Si è ritirato durante la stagione 2019-2020 e la sua ultima gara è stata lo slalom gigante di Coppa Europa disputato il 20 febbraio a Jasná (37º); non ha debuttato in Coppa del Mondo e non ha preso parte a rassegne olimpiche o iridate.

## Palmarès

### Mondiali juniores
- 1 medaglia:
  - 1 oro (gara a squadre a Hafjell 2015)

### Coppa Europa
- Miglior piazzamento in classifica generale: 165º nel 2020

### Nor-Am Cup
- Miglior piazzamento in classifica generale: 10º nel 2019
- 2 podi:
  - 1 vittoria
  - 1 secondo posto

#### Nor-Am Cup - vittorie
| Data            | Località   | Paese       | Specialità |
| --------------- | ---------- | ----------- | ---------- |
| 7 febbraio 2019 | Sun Valley | Stati Uniti | GS         |

Legenda:

GS = slalom gigante

### Australia New Zealand Cup
- Miglior piazzamento in classifica generale: 12º nel 2019
- 1 podio:
  - 1 terzo posto

### Campionati norvegesi
- 1 medaglia:
  - 1 bronzo (slalom speciale nel 2019)